# Kuwait Petroleum Corporation
A´Kuwait Petroleum Corporation (KPC) é a companhia estatal do Kuwait, sua sede fica na Cidade do Kuwait. A companhia foi fundada em 1980 da união das 4 empresas de exploração de petróleo do país (KOC, KNPC, KOTC e PIC), em alguns países da Europa, a companhia é nomeada de Q8.